# Pyrausta mystica
Pyrausta mystica is een vlinder van de familie van de grasmotten (Crambidae). De wetenschappelijke naam van deze soort is voor het eerst voorgesteld door Aristide Caradja in een publicatie uit 1932.

## Verspreiding
De soort komt voor in China (Sichuan) en Taiwan.

## Ondersoorten
- Pyrausta mystica mystica Caradja, 1932
- Pyrausta mystica taitungensis Heppner, 2005 (Taiwan)[1]